# Wh
Wh是紐西蘭毛利語的一個二合字母，代表着 /f/ 音。
這個字母其實在不同的族群有不同的讀法，最普遍的讀法是 /f/ 音、/ɸ/ 音。但在北島的北部，當地有部份原居民把這個音讀作 /h/ 音 或 /hw/ 音。由於歐洲移民來到紐西蘭的時候，最先接觸到這些居民，所以他們就把這個音轉寫成為“Wh”。直到後來，才發現原來大多數人都把這些有“Wh”的字讀成 /f/ 音。
在英语中，该二合字母通常发/w/音。

## 參看
- Ƕ